# Albisried
Albisried ist ein Ortsteil der Gemeinde Lengenwang im schwäbischen Landkreis Ostallgäu.

## Geografie
Das Dorf Albisried liegt circa einen Kilometer westlich von Lengenwang.

## Sehenswürdigkeiten
- Katholische Marienkapelle von 1853

Siehe auch: Liste der Baudenkmäler in Albisried